# Molophilus tartarus
Molophilus tartarus är en tvåvingeart som beskrevs av Alexander 1948. Molophilus tartarus ingår i släktet Molophilus och familjen småharkrankar. Inga underarter finns listade i Catalogue of Life.